# Retropinna semoni
Espèce
Retropinna semoni (l'Éperlan australien) est une espèce de poissons qui se rencontre dans un grand nombre de rivières du sud-est de l'Australie.

## Description
C'est un petit poisson argenté de 7,5 cm de long en moyenne, 10 cm pour les plus grands.

## Distribution
Poisson très abondant dans tout le sud-est du continent australien, on le trouve dans toutes les rivières côtières d'Australie-Méridionale, de l'État de Victoria et de Nouvelle-Galles du Sud, jusqu'à la rivière Fitzroy au sud-est du Queensland. Il est très abondant dans le Murray et ses affluents notamment la Darling jusqu'à Wilcannia. On trouve des populations isolées dans la rivière Coopers qui se jette dans le lac Eyre et quelques individus de petite taille au nord-ouest de la Nouvelle Galles du Sud et au sud du Queensland.

## Alimentation
Il se nourrit de petits insectes aquatiques, de tout petits crustacés et de plancton.

## Mode de vie
Il vit souvent en grands bancs, dans les eaux stagnantes ou calmes. On les trouve souvent dans les billabongs, les barrages, les lacs australiens plus ou moins salés et dans la partie basse des cours d'eau. Bien qu'on ait signalé quelques populations diadromes, ces poissons vivent généralement uniquement en eau douce.

## Reproduction
Il se reproduit au printemps dans des eaux de température supérieure à 15 °C. La femelle pond entre 100 et 1 000 œufs qui sont fécondés par le mâle. Les œufs transparents, sphériques, de 0,8 à 1 mm de diamètre rassemblés en grappes vont tomber sur le fond et s'accrocher à la végétation, des débris ou sur le sol. Les alevins naissent 9 à 10 jours après la ponte et mesurent 4,5 à 5 mm de long.

## Intérêt
Pouvant être utilisé comme poisson d'aquarium pour sa couleur argentée, il est surtout utilisé dans les mares et autres étendues d'eau douce car se nourrissant de larves de moustiques, il permet une démoustification efficace et peu onéreuse.